# 益本康男
益本 康男（ますもと やすお、1947年4月21日 - 2014年6月4日）は、日本の実業家。株式会社クボタの元会長兼社長。

## 人物
福岡県北九州市出身。兵庫県立神戸高等学校を経て、1971年に京都大学工学部精密工学科を卒業し、久保田鉄工（現クボタ）に入社するが、2年目で出社拒否となった。建設機械事業、宇都宮工場のコンバイン生産、鉄管事業の再建をした、部門を超えたコミュニケーションのため「社員バー」を開業。
2009年から社長。2012年1億3500万円の役員報酬を、2013年1億5100万円の役員報酬を受けた。2014年急逝。67歳没。

## 経歴
- 1971年（昭和46年）3月 - 京都大学工学部精密工学科卒業
- 1971年（昭和46年）4月 - 久保田鉄工（現在の株式会社クボタ）に入社。
- 1997年（平成9年）2月 - 枚方製造所建設機械製造部長
- 1999年（平成11年）4月 - 宇都宮工場長
- 2001年（平成13年）10月 - 作業機事業部長
- 2002年（平成14年）6月 - 取締役
- 2003年（平成15年）4月 - 産業インフラ事業本部製造統括本部長
- 2004年（平成16年）4月 - 常務取締役ものづくり推進部担当
- 2004年（平成16年）6月 - 産業インフラ事業本部購買部長
- 2005年（平成17年）1月 - 品質・ものづくり統括部担当
- 2005年（平成17年）4月 - 産業インフラ事業本部副本部長
- 2006年（平成18年）4月 - 専務取締役
- 2007年（平成19年）4月 - 水・環境・インフラ事業本部製造統括本部長、水・環境・インフラ事業本部統括部長
- 2007年（平成19年）4月 - 東京本社担当、水・環境・インフラ事業本部長、東京本社事務所長
- 2008年（平成20年）4月 - 取締役副社長
- 2009年（平成21年）1月 - 代表取締役社長
- 2011年（平成23年） - 会長職を兼務。
- 2014年（平成26年）6月3日、日本ダクタイル鉄管協会会長に就任[6]。東京都内に会合のため出張する。6月4日は会議の予定だったが、朝に連絡が取れなかったため、社員の依頼を受けた宿泊先のホテルの従業員が部屋を確認したところ、浴室で倒れているのが発見され、救急隊が駆けつけたがその場で死亡が確認された。67歳没。急死のため、社長職は副社長の木股昌俊が代行する事になった（同年7月8日付で社長に就任）[7]。

## 論文
- 編集長インタビュー 益本康男氏 クボタ会長兼社長 最高益だけではまだ不満 CiNii